# Dogma 93
Dogma 93 è il terzo album in studio del rapper italiano Lowlow, pubblicato il 20 marzo 2020 dalla Columbia Records.

## Tracce
Testi di Lowlow (eccetto dove indicato), musiche di Big Fish, Rhade e Kende.
1. Bobby – 2:46 (testo: Lowlow, Matteo Lo Valvo)
2. Dogma 93 – 2:20
3. Non siamo niente (feat. Gaia) – 2:56 (testo: Lowlow, Matteo Lo Valvo)
4. Mondo sommerso (feat. Holden) – 3:20 (testo: Lowlow, Matteo Lo Valvo, Jacopo Ettorre)
5. Hikikomori – 1:24
6. Jones Town – 3:27
7. Il nulla senza fine – 2:30
8. Se fossi in te (feat. Erika Lei) – 2:50 (testo: Lowlow, Erika Lei)
9. La ragazza nello specchio (feat. Luna) – 3:07 (testo: Lowlow, Matteo Lo Valvo, Roberto Casalino)
10. La mia parte migliore – 2:52
11. Spazzatura bianca – 2:36
12. Io potrei – 3:36
13. Quello che cerco – 2:53 (testo: Lowlow, Matteo Lo Valvo)
14. Superuomo – 3:21